# Likkyla
Likkyla (latin: algor mortis) innebär temperaturfall i en död kropp. Temperaturen sjunker normalt stadigt tills den uppnått rummets temperatur, även om externa faktorer kan ha stor inverkan.
Den rektala temperaturen kan ge en indikation på tiden då döden inträffat. Detta då nerkylningen kan approximeras som en linjär process, bestående i två grader Celsius nerkylning under första timmen och sedan en grad per timme tills temperaturen når rummets.
Vid undersökning av temperaturen hos 19 vuxna kroppar vid det tillfälle de anlände till bårhusets kylrum samt efter 3, 6 och 9 timmars nedkylning, jämförde forskarna nedkylningshastigheten med kropparnas beräknade BMI. Nedkylningsprocessen var relativt linjär och det fanns ett visst samband mellan nedkylningshastigheten och kroppens BMI. De variabler som påverkade detta samband var bland annat förekomsten av kläder samt huruvida dessa var våta eller ej.